# アレクセイ・ウチーチェリ
アレクセイ・エフィモヴィチ・ウチーチェリ（ロシア語ラテン翻字: Aleksei Efimovich Uchitel, PAR, ロシア語: Алексей Ефимович Учитель; 1951年8月31日 - ）は、ロシアの映画監督である。

## 人物
サンクトペテルブルク出身で、ユダヤ系である。2010年の映画『Край』が第83回アカデミー賞外国語映画賞でロシア代表に選ばれたが、ノミネートには至らなかった。

## 主なフィルモグラフィ
- Мания Жизели (1995) 監督
- His Wife's Diary Дневник его жены (2000) 監督・製作
- Прогулка (2003) 監督・製作
- 宇宙を夢見て Космос как предчувствие (2005) 監督・製作
- チェチェン包囲網 Пленный (2008) 監督・製作
- 爆走機関車 シベリア・デッドヒート Край (2010) 監督
- マチルダ 禁断の恋 Матильда (2017) 監督・製作